# 基輔羅斯的基督教化

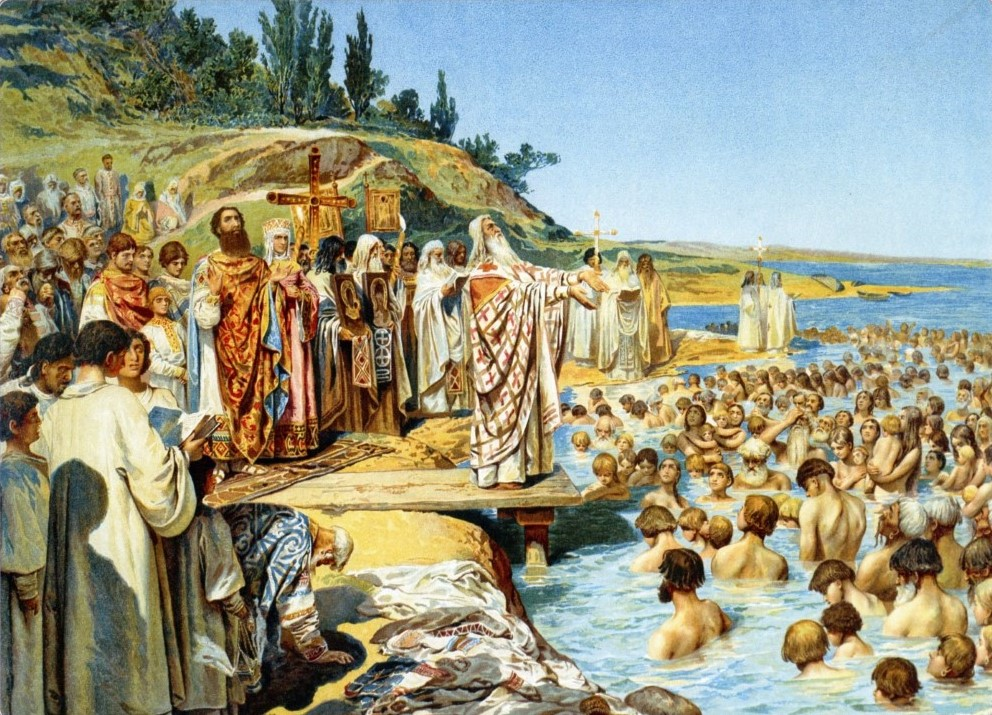
克勞迪烏斯·列別傑夫所作《羅斯受洗》

基輔羅斯的基督教化分幾個階段進行。867年初，君士坦丁堡普世牧首佛提烏向其他基督教宗主教宣布，在他的主教的洗禮下，羅斯人特別熱情地接受了基督教。佛提烏試圖將這個國家基督教化似乎並沒有帶來持久的後果，因為《往年紀事》和其他斯拉夫語資料將十世紀的羅斯描述為在異教中根深蒂固。在《往年紀事》之外，基輔羅斯的最終基督教化可以追溯到988年，當時弗拉基米爾大帝在克森尼索受洗，並隨後在基輔為他的家人和人民施洗。後者在烏克蘭和俄羅斯文學中傳統上被稱為羅斯受洗（俄语：Крещение Руси）。